# 石田可奈
石田可奈，日本女性動畫師、插畫家。中村PRODUCTION出身。

## 參加作品

### 電視動畫
- 星際牛仔（1998-1999年，#17動畫）
- 星方天使Angel Links （1999年，#10動畫）
- With You ～真愛相隨～（日语：With You 〜みつめていたい〜） （SS/1999年，動畫／OP）
- 機巧奇傳（2000-2001年，原畫）
- 魔法戰士李維（2001年，#23原畫）
- 鋼鐵天使2式（2001年，原畫）
- 機動天使ANGELIC LAYER（2001年，原畫）
- 超GALS!寿蘭（2001-2002年，#5原畫）
- 宇宙人形17（2001-2002年，原畫）
- 學園戰記無量（日语：学園戦記ムリョウ）（2001年，原畫）
- 棋魂（2001-2003年，#16原畫）
- 翼神世音（2002年，#2第二原畫）
- 青出於藍（2002年，#2、#21原畫）
- 水瓶戰記Sign for Evolution（2002年，原畫）
- 阿倍野橋魔法商店街（2002年，原畫）
- 迷糊天使（2002年，#23原畫）
- 銀河天使第3季（2002-2003年，#3、#11原畫）
- 十二國記（2002-2003年，#20原畫）
- 魔法使的條件（2003年，#2原畫）
- 狼雨（2003年，#11、#21原畫·第二原畫）
- 獸兵衛忍風帖龍宝玉篇（2003年，原畫）
- 廢棄公主（2003年，#24原畫）
- Di Gi Charat（2003年，原畫）
- PLANETES（2003-2004年，#12原畫）
- 鋼之煉金術師（2003-2004年，原畫）
- KURAU Phantom Memory（日语：KURAU Phantom Memory）（2004年，作畫監督・作畫監協力・原畫・第二原畫）
- 薔薇少女（2004年，作畫監督輔佐、原畫）
- 交響詩篇艾蕾卡7（2005-2006年，作畫監督・原畫・第二原畫）
- 獸王星（2006年，作畫監督・原畫・OP）
- 櫻蘭高校男公關部（2006年，作畫監督輔佐・第二原畫）
- 天保異聞 妖奇士（2006年，#4原畫）
- CODE GEASS 反叛的魯路修系列
  - CODE GEASS 反叛的魯路修 （2006年-2007年，作畫監督・作畫監修協力・原畫）
  - CODE GEASS 反叛的魯路修R2 （2008年，作畫監督・作畫監督輔佐・作畫監督協力（共同）・原畫/OP1・作畫協力・第二原畫）
- DARKER THAN BLACK -黑之契約者-（2007年，#1原畫）
- 劍豪生死鬥（2007年，#3原畫）
- 深淵傳奇（2008年，作畫監督（#18/共同）・原畫・OP／ED（#9））
- 機動戰士GUNDAM 00第2季（2008-2009年，原画/OP2）
- 魔力充電娘（2009年，#5原畫）
- 火影忍者疾風傳（2007年，#351原畫）
- 我的妹妹哪有這麼可愛！（2010年，DESIGNWORKS・總作畫監督（OP標記/共同）・總作畫監督輔佐・作畫監督、OP（共同）、原畫・劇中插畫協力〈#4〉・同人誌插畫協力〈#10〉）
  - 我的妹妹哪有這麼可愛！第2季（2013年，總作畫監督〈川上哲也共同擔當〉・贊助商背景插畫〈#1〉）
- Dororon炎魔君熊熊燃燒（日语：Dororonえん魔くん メ〜ラめら）（2011年，原畫/OP）
- Sacred Seven（2011年，#1第二原畫）
- 創聖的大天使EVOL（2012年，角色原案・角色設計・總作畫監督・OP1（共同））
- 農大菌物語第2季（2012年，原畫/OP）
- 刀劍神域（2012年，贊助商背景插畫（#9））
- 武裝神姬（2012年，原畫/OP・第二原畫）
- 失憶症（2013年，作畫監督協力・原畫/OP）
- 東京闇鴉（2013年，#1原畫）
- Walkure Romanze（2013年，基礎講座的角色設計）
- 魔法科高中的劣等生（2014年，原作插畫・角色設計・總作畫監督）
- 灰色的果實（2014年，作畫監督、作畫監督補佐、作畫協力、原畫）
- 灰色的迷宮（2015年，作畫監督）
- 血界戰線（2015年，原畫）
- 若葉女孩（2015年，角色設計、總作畫監督）
- 少年女僕（2016年，角色設計、總作畫監督、ED分镜、演出、原畫）
- Just Because!（2017年，作畫監督）
- 偶像大師SideM（2017年，作畫監督）
- 滿月之戰（2019年，分鏡、演出、作畫監督）
- 星合之空（2019年，作畫監督）
- 魔法科高中的劣等生 來訪者篇（2020年，原作插畫、角色設計）

### 劇場版動畫
- 劇場版天空之艾斯嘉科尼（2000年，動畫）
- 劇場版Di Gi Charat星之旅（2001年，原畫）
- 劇場版 鋼之鍊金術師 香巴拉的征服者（2005年，原畫）
- 高地人：復仇之旅 （2007年，原畫）
- 異邦人 無皇刃譚（2007年，原畫）
- 宵星傳奇 〜The First Strike〜（2009年，原畫）
- 劇場版 Macross F 虚空歌姫（2009年，原畫）
- 火影忍者疾風傳劇場版 火意志的繼承者（2009年，作畫監督（共同）・原畫）
- 東之伊甸 劇場版II Paradise Lost（2010年，作畫監督（共同）・原畫）
- 劇場版“文學少女”（2010年，原畫）
- 劇場版 魔法科高中的劣等生 呼喚繁星的少女（2017年，角色設計・總作畫監督）

### OVA
- 櫻花大戰 轟華絢爛（#2動畫）
- 鋼鐵天使零（2001年，#2原畫）
- 勇者王GaoGaiGar FINAL（2000-2003年，#5、#6原畫）
- 炎之蜃氣樓（2004年，#1、#2原畫）
- 童話槍手小紅帽（2005年，原畫/OP）
- 鋼之煉金術師 七大人造人VS國家鍊金術師軍團（2005年，原畫）
- 機動戰士GUNDAM UC（2010年，作畫監督（共同）・原畫）

### 遊戲
- Tales of Innocence（DS/2007年，原畫/OP）
- 星海遊俠1 初次啟航（PSP/2007年、原畫/OP・本篇）
- Persona 3 FES（PS2/2007年，原畫）[來源請求]
- 宵星傳奇（Xbox360/2008年，Event原畫）
- 雷頓教授與魔神之笛（DS/2009年，原畫）
- 美德傳奇（Wii/2009年，Opening原畫）

### PC遊戲
- 銀河天使（2002年，動畫部分原画）

### 其他
- Carnival Phantasm（2011〜）特別插畫　Special Season
- 魔法科高中的劣等生（2011〜 2020）輕小說插畫
- 續·魔法科高中的劣等生 Magian Company（2020〜）輕小說插畫
- 新·魔法科高中的劣等生 天鵝座的少女們（2021〜）輕小說插畫
- 刀劍神域（2012）動畫第一期第九話片尾插畫